# Serrat de les Tosqueres
El Serrat de les Tosqueres és una serra situada al municipi de Santa Maria d'Oló, a la comarca del Moianès, amb una elevació màxima de 549 metres.